# Fernando Ruiz (baloncestista)
Fernando Ruiz fue un baloncestista peruano. Jugó en Atlético Bilis del Callao y en la Selección de baloncesto del Perú.

## Selección nacional
Formó parte de la Selección de baloncesto del Perú que participó en los Juegos Olímpicos de Berlín 1936. También integró el equipo que ganó el Campeonato Sudamericano de Baloncesto de 1938 siendo el máximo anotador de su equipo.

### Participaciones en Juegos Olímpicos
| Juegos Olímpicos | Equipo | Resultado |
| ---------------- | ------ | --------- |
| Berlín 1936      | Perú   | Octavo    |

### Participaciones en Campeonato Sudamericano
| Campeonato          | Equipo | Resultado  |
| ------------------- | ------ | ---------- |
| Santiago 1937       | Perú   | Cuarto     |
| Lima 1938           | Perú   | Campeón    |
| Río de Janeiro 1939 | Perú   | Cuarto     |
| Montevideo 1940     | Perú   | Quinto     |
| Mendoza 1941        | Perú   | Subcampeón |

## Clubes
| Club              | País | Año       |
| ----------------- | ---- | --------- |
| Callao Longo Club | Perú |           |
| Atlético Bilis    | Perú | 1936-1942 |